# Prix littéraires 1946
Liste des prix littéraires décernés au cours de l'année 1946 :

## Prix internationaux
- Prix Nobel de littérature : Hermann Hesse Allemand naturalisé  Suisse[1]

## Allemagne
- Prix Georg-Büchner : Fritz Usinger (1895-1982)[2],[3]

## Belgique
- Prix Victor-Rossel :  Max Defleur pour Le Ranchaud[4]

## Canada
- Prix littéraires du Gouverneur général 1946 :
  - Romans et nouvelles de langue anglaise : Winifred Bambrick pour Continental Revue.
  - Poésie ou théâtre de langue anglaise : Robert Finch pour Poems.
  - Études et essais de langue anglaise : Frederick Philip Grove pour In Search of Myself et A.R.M. Lower pour Colony to Nation.

## Chili
- Prix national de littérature : Eduardo Barrios (es) (1884-1963), conteur, dramaturge et romancier ;

## Espagne
- Prix Nadal : José María Gironella, pour Un hombre
- Prix national de littérature narrative : non décerné
- Prix national de poésie : Prix non décerné
- Prix Adonáis de poésie : Prix non décerné

## États-Unis
- Prix Pulitzer :
  - Catégorie « Fiction » :
  - Catégorie « Biographie et Autobiographie » :
  - Catégorie « Histoire » :
  - Catégorie « Poésie » :
  - Catégorie « Théâtre » :

## Finlande
- Prix Aleksis-Kivi : Aaro Hellaakoski
- Prix Kalevi-Jäntti : Eila Kivikk'aho pour Sinikallio ja Viuhkalaulu
- Prix national de littérature : Pentti Haanpää pour Yhdeksän miehen saappaat, Eila Pennanen pour Proomu lähtee yöllä, Frans Eemil Sillanpää pour Ihmiselon ihanuus ja kurjuus
- Prix littéraire de la ville de Tampere : Unto Kanerva pour Pumpulilaisia ja pruukilaisia
- Prix Tollander : Solveig von Schoultz

## France
- Prix Goncourt : Jean-Jacques Gautier pour Histoire d'un fait divers (Julliard)
- Prix Renaudot : David Rousset pour L'Univers concentrationnaire (Pavois)
- Prix Femina : Michel Robida pour Le Temps de la longue patience (Julliard)
- Prix Interallié : Jacques Nels pour Poussière du temps (Le Bateau ivre)
- Grand prix du roman de l'Académie française : Jean Orieux pour Fontagre (Éd. de la Revue Fontaine)
- Prix des Deux Magots : Jean Loubes pour Le Regret de Paris (Fasquelle)
- Prix du Quai des Orfèvres : Jacques Levert (pseudonyme de Jacques Mortier), pour Le Singe rouge
- Prix du roman populiste : Prix non décerné

## Italie
- Prix Bagutta : Prix non décerné
- Prix Viareggio : 
  - Roman : Silvio Micheli pour Pane duro
  - Poésie : Umberto Saba pour Il canzoniere

## Royaume-Uni
- Prix James Tait Black :
  - Fiction : Oliver Onions pour Poor Man's Tapestry
  - Biographie : Richard Aldington pour Wellington
- Prix John-Llewellyn-Rhys : My Bird Sings d’Oriel Malet (en)
- Médaille Carnegie : Elizabeth Goudge pour Le Cheval d'argent (The Little White Horse) (University of London)
- Prix Rose-Mary-Crawshay : Prix non décerné